# Коробов Дмитро Миколайович
Дмитро Миколайович Коробов (біл. Дзмітрый Мікалаевіч Корабаў; 12 березня 1989, м. Новополоцьк, СРСР) — білоруський хокеїст, захисник. Виступає за «Атлант» (Митищі) у Континентальній хокейній лізі.
Виступав за ХК «Гомель-2», ХК «Гомель», «Шинник» (Бобруйськ), «Керамін» (Мінськ), «Динамо» (Мінськ), «Шахтар» (Солігорськ), «Сірак'юс Кранч» (АХЛ), «Тампа-Бей Лайтнінг».
В чемпіонатах НХЛ — 3 матчі (0+0).
У складі національної збірної Білорусі учасник чемпіонатів світу 2009, 2011, 2012 і 2014 (24 матчі, 2+9). У складі молодіжної збірної Білорусі учасник чемпіонатів світу 2007, 2008 (дивізіон I) і 2009 (дивізіон I). У складі юніорської збірної Білорусі учасник чемпіонатів світу 2006 і 2007 (дивізіон I).

## Досягнення
- Бронзовий призер чемпіонату Білорусі (2012)
- Володар Кубка Білорусі (2007).